# Johann Hulsman
Johann Hulsman, ou Hans Holsman (1610-1652), est un peintre et graveur baroque allemand actif à Cologne.

## Biographie
Selon le Bénézit, il est actif à Cologne de 1634 à 1644 et élève d'Augustin Braun.
Selon Arnold Houbraken, Hulsman fut un peintre de Cologne qui a peint pour la royauté, mais il n'en sait pas plus et ne connaît pas non plus sa date de naissance/mort. La source dont s'est servie Houbraken est le Het Gulden Cabinet de Cornelis de Bie (1662). Joachim von Sandrart le mentionne dans son livre des peintres, Teutsche Academie.
Selon le RKD il a travaillé en collaboration avec Johann Toussyn sur un retable de l'église de Cologne. Il a été influencé par Dirck Hals, Frans Hals et Jürgen Ovens. Il fut le professeur de Johann Franz Ermels, et a été actif à Cologne pendant les années 1632-1646.

## Œuvres

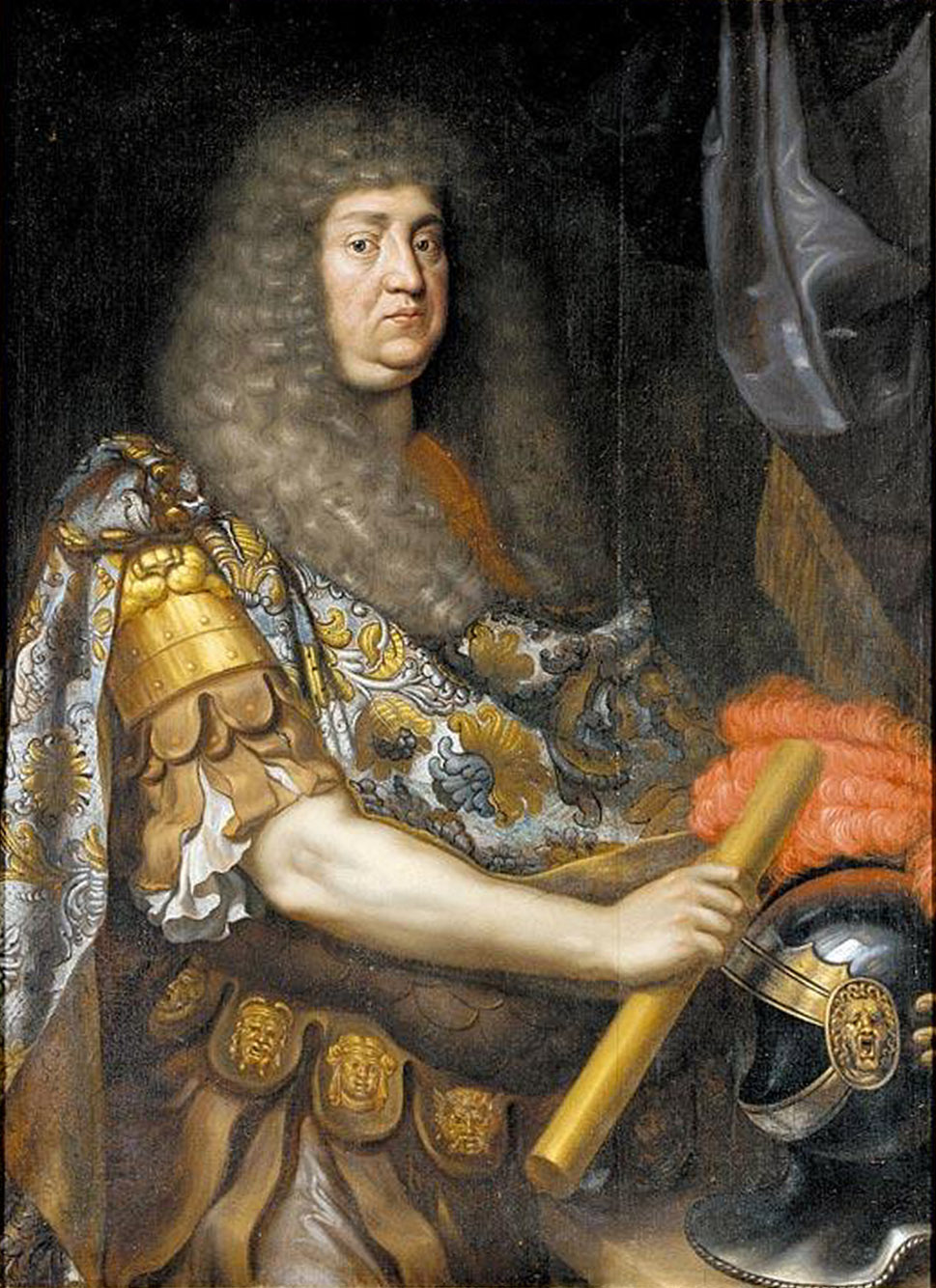
Portrait de Jean-Frédéric, Duc de Brunswick-Lüneburg
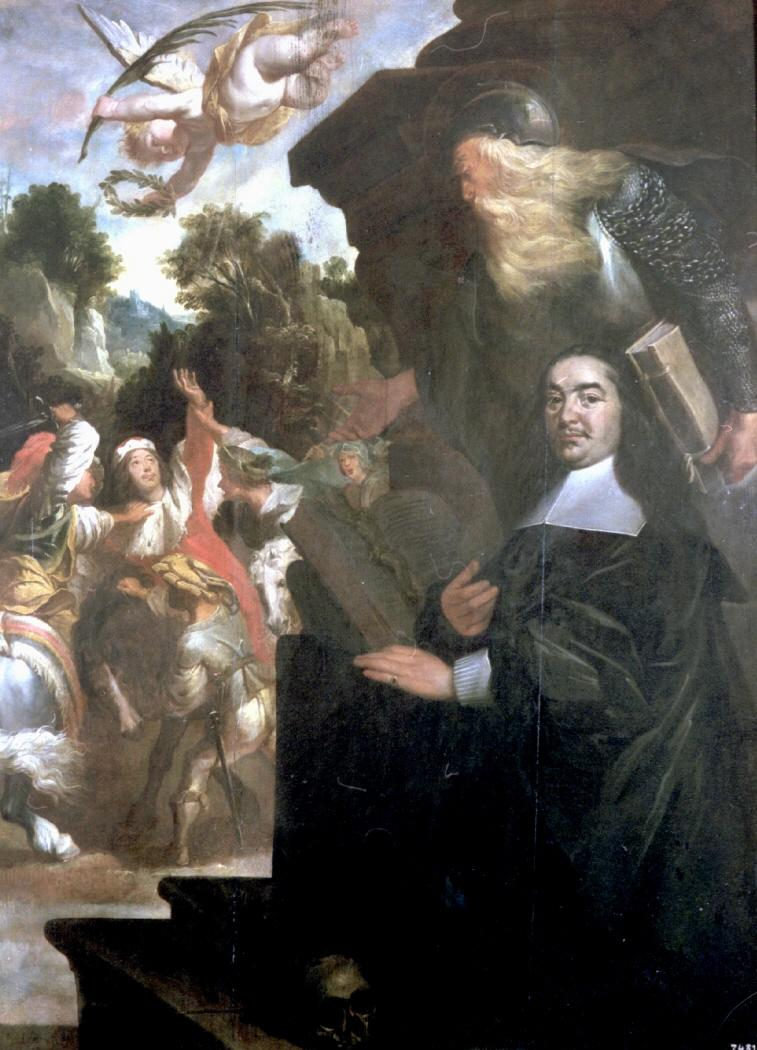